# Алма, Петер

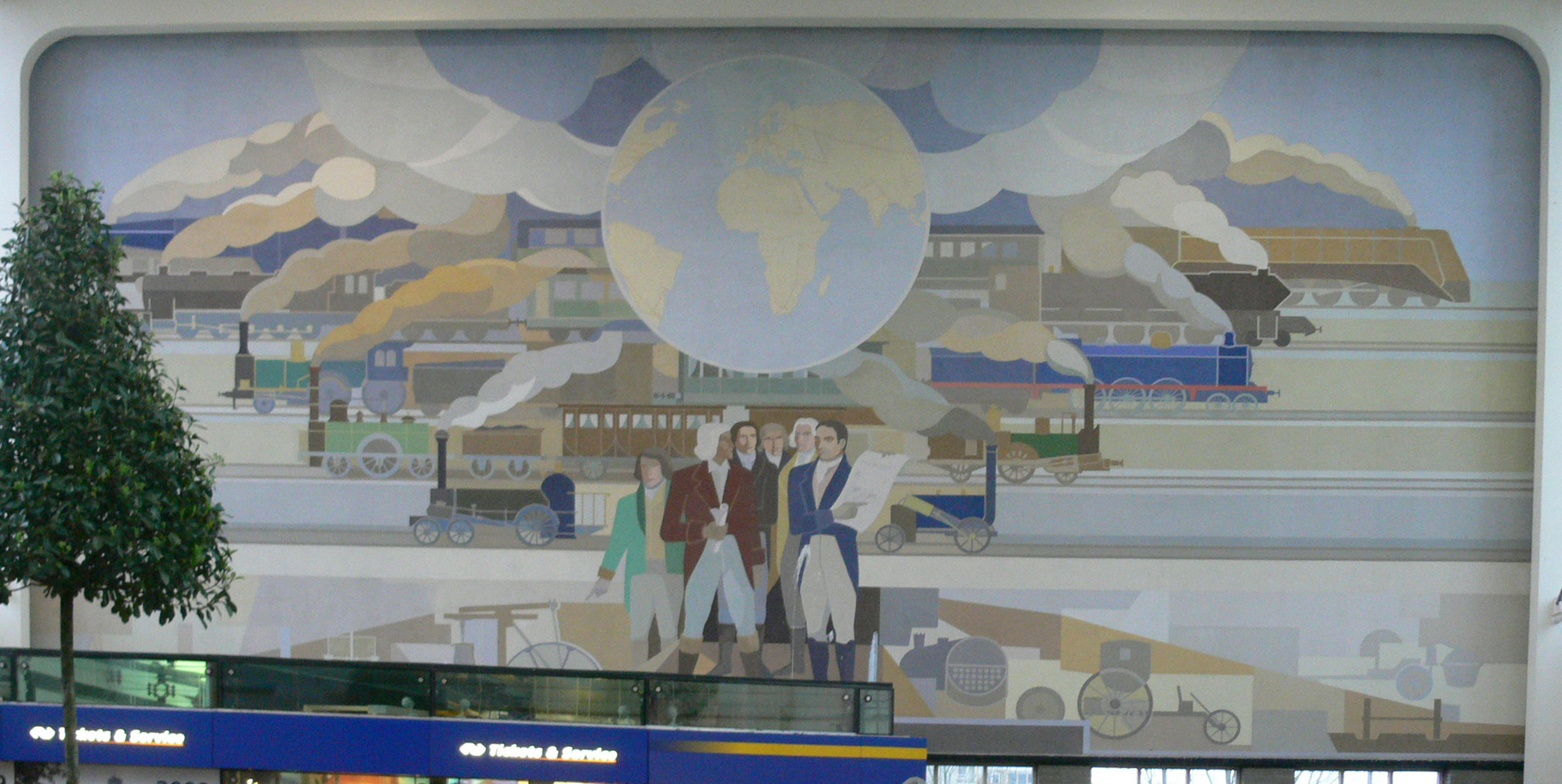
Amsterdam Amstel railway station (1939)

Петер (Петрус) Алма, (Peter Alma; 18 января 1886, Медан, остров Суматра — 23 мая 1969) — голландский живописец и график. Реалист, связавший своё творчество с рабочим движением. 

## Биография
В 1904 году учился в Королевской академии искусств в Гааге. В 1922 году он женился на Брехте Виллемс в Амстердаме, с которой он развелся в 1938 году.
Алма создал чёткие по мысли и форме образцы революционной графики (линогравюры «В. И. Ленин», «Восстание», «Капитализм»), росписи общественных зданий (университет, 1951, телефонная станция, 1957, — в Амстердаме), посвящённые темам труда и народной жизни.